# Selección femenina de fútbol sala de Brasil
La Selección femenina de fútbol sala de Brasil es el equipo que representa a Brasil en las competiciones oficiales de fútbol sala organizadas por la Conmebol y la FIFA y es controlada por la Confederación Brasileña de Fútbol (CBF). Brasil ha jugado en todas las ediciones del Campeonato Mundial Femenino de Fútbol Sala y ha ganado en todas ellas. Actualmente ocupa la primera posición en el ranking mundial de futsal

## Estadísticas

#### Copa Mundial de Futsal FIFA
| Año   | Resultado   | PJ          | PG          | PE          | PP          | GF          | GC          |
| ----- | ----------- | ----------- | ----------- | ----------- | ----------- | ----------- | ----------- |
| 2025  | Clasificado | Clasificado | Clasificado | Clasificado | Clasificado | Clasificado | Clasificado |
| Total |             |             |             |             |             |             |             |

#### Campeonato Mundial
| Año   | Resultado | PJ | PG | PE | PP | GF  | GC |
| ----- | --------- | -- | -- | -- | -- | --- | -- |
| 2010  | Campeonas | 5  | 4  | 1  | 0  | 39  | 3  |
| 2011  | Campeonas | 5  | 5  | 0  | 0  | 37  | 5  |
| 2012  | Campeonas | 6  | 6  | 0  | 0  | 34  | 3  |
| 2013  | Campeonas | 6  | 5  | 1  | 0  | 43  | 4  |
| 2014  | Campeonas | 5  | 5  | 0  | 0  | 26  | 6  |
| 2015  | Campeonas | 5  | 4  | 1  | 0  | 23  | 1  |
| Total | 6/6       | 32 | 29 | 3  | 0  | 204 | 22 |

#### Copa América
| Año   | Resultado   | PJ | PG | PE | PP | GF  | GC |
| ----- | ----------- | -- | -- | -- | -- | --- | -- |
| 2005  | Campeonas   | 4  | 4  | 0  | 0  | 33  | 2  |
| 2007  | Campeonas   | 4  | 4  | 0  | 0  | 22  | 5  |
| 2009  | Campeonas   | 4  | 4  | 0  | 0  | 38  | 2  |
| 2011  | Campeonas   | 5  | 5  | 0  | 0  | 42  | 3  |
| 2015  | No compitió | -  | -  | -  | -  | -   | -  |
| 2017  | Campeonas   | 6  | 6  | 0  | 0  | 45  | 1  |
| 2019  | Campeonas   | 6  | 6  | 0  | 0  | 47  | 4  |
| 2023  | Campeonas   | 6  | 6  | 0  | 0  | 51  | 1  |
| 2025  | Campeonas   | 6  | 6  | 0  | 0  | 38  | 1  |
| Total | 8/9         | 41 | 41 | 0  | 0  | 316 | 19 |

## Palmarés

### Selección absoluta
- Campeonato Mundial (6): 2010, 2011, 2012, 2013, 2014, 2015

Es la única selección que posee títulos en esta competición.
- Copa América (8): 2005, 2007, 2009, 2011, 2017, 2019, 2023, 2025

Es la selección que más títulos posee de esta competición.

### Selección sub-20
- Sudamericano Sub-20 (3): 2016, 2018, 2022

Es la selección que más títulos posee de esta competición.

## Jugadoras
Actualizado con la convocatoria para los partidos de la Copa América de 2025

### Selección actual
| Dorsal | Jugadora         | Posición | Edad    | Equipo              |
| ------ | ---------------- | -------- | ------- | ------------------- |
|        | Jozi             | Portera  | 42 años | Bitonto             |
|        | Bianca           | Portera  | 36 años | Stein               |
|        | Flavi            | Portera  | 31 años | Taboão              |
|        | Taty             | Cierre   | 38 años | Pescara             |
|        | Camila           | Cierre   | 32 años | Castro              |
|        | Diana            | Cierre   | 32 años | Bitonto             |
|        | Emilly Marcondes | Ala      | 30 años | Burela              |
|        | Bia Souza        | Ala      | 26 años | Torreblanca Melilla |
|        | Amandinha        | Ala      | 30 años | Torreblanca Melilla |
|        | Tampa            | Ala      | 34 años | Bitonto             |
|        | Vanin            | Ala      | 29 años | CMB                 |
|        | Nati Detoni      | Ala      | 23 años | Benfica             |
|        | Lucileila        | Pívot    | 41 años | Bitonto             |
|        | Ana Luiza        | Pívot    | 24 años | Torreblanca Melilla |
|        | Natalinha        | Pívot    | 30 años | Taboão              |